# Gianandrea Gavazzeni
Gianandrea Gavazzeni (Bergamo, 25 luglio 1909 – Bergamo, 5 febbraio 1996) è stato un direttore d'orchestra, compositore, musicologo critico musicale e saggista italiano.

## Biografia
Un'antica dimora dei Tasso, in via Pignolo a Bergamo, fu la sua casa natale. Il padre Giuseppe, avvocato e deputato al Parlamento del Partito Popolare, era un appassionato conoscitore di musica e organizzatore di stagioni operistiche. La madre invece lo aiutò a familiarizzare con il teatro di prosa. Ancora fanciullo, sempre a Bergamo, il piccolo Gianandrea ascoltò l'opera Isabeau di Mascagni in braccio alla nonna, esperienza che ne segnò in un certo senso la vocazione futura.
Studiò al Conservatorio di Santa Cecilia a Roma ed entrò nel 1925 nel Conservatorio di Milano, allievo nella classe di pianoforte di Renzo Lorenzoni e nella classe di composizione di Vincenzo Ferroni, Ildebrando Pizzetti e Mario Pilati.
Gli anni dell'apprendistato e della formazione furono importanti anche sotto il profilo degli incontri. Gavazzeni ebbe modo di seguire tutti gli spettacoli diretti da Arturo Toscanini al Teatro alla Scala tra il 1924 e il 1929.

### Compositore
Gavazzeni esordì come compositore sulle orme del suo maestro Pizzetti. Frequenti nella sua produzione sono i riferimenti a Bergamo e alla bergamasca, dal Concerto bergamasco ai Canti per Sant'Alessandro (patrono della città), dalle Cantate su Iscrizioni di Meridiane (raccolte da Luigi Angelini) ai Notturni di bevitori bergamaschi, dal Dialogo per tenore, baritono e orchestra dedicato a Martinengo a i Concerti di Cinquandò (toponimo che indica una campagna sulle rive della Tremana dove i Gavazzeni trascorrevano le estati). Nel 1935 Gavazzeni scrisse per la stagione lirica del Teatro Donizetti di Bergamo l'opera Paolo e Virginia su libretto di Mario Ghisalberti ispirato all'omonimo romanzo di Jacques-Henri Bernardin de Saint-Pierre e incentrato sul dramma dell'amore totale e tragico di due giovani immersi in una natura incontaminata. L'opera fu importante soprattutto perché aprì le porte all'esperienza importante del Teatro delle Novità che prenderà avvio due anni più tardi su iniziativa di Bindo Missiroli e Franco Abbiati, con l'appoggio dello stesso Gavazzeni e di Sandro Angelini. Si trattò di un interessante e per certi versi unico tentativo, come affermò lo stesso Missiroli, di "incoraggiare i giovani musicisti a riavvicinarsi al teatro lirico nell'intento di non interrompere la tradizione e allo scopo di galvanizzare, vivificandolo, l'immenso patrimonio lirico nazionale che altrimenti corre il rischio di trasformarsi in materiale da museo". Con il 1949 Gavazzeni interruppe la sua attività compositiva, giudicando la propria produzione "di astanza anacronistica" e costringendolo così ad "autosepoltura avanti sopravvenissero le "leggi eccezionali" dell'Avanguardia Ufficiale". A tale riguardo commentò Goffredo Petrassi, amico personale di Gavazzeni "Con quella coscienza critica che lo distingue si è avveduto che la composizione non era nella sua natura e quanto scriveva gli appariva soprattutto un riflesso dell'esperienza di Pizzetti, di cui era stato allievo".

### Direttore d'orchestra
A partire dal 1933 ha inizio per Gavazzeni la sua attività di direttore d'orchestra. La prima occasione gli venne offerta dall'orchestra dell'EIAR di Torino mentre poco più tardi fu maestro sostituto alla stagione del Teatro delle Novità di Bergamo. Ebbe così inizio un'ininterrotta attività che lo porterà a dirigere nei teatri più importanti in Italia e all'estero.
Al Teatro Verdi di Trieste nel 1939 dirige Le nozze di Figaro con Giulietta Simionato, nel 1942 Risurrezione di Franco Alfano e La bohème con Mafalda Favero e Giuseppe Taddei e nel 1943 Fior di Maria di Renzo Bianchi e Fedra di Pizzetti.
Al Teatro La Fenice di Venezia nel 1942 dirige Rigoletto, Madonna Imperia di Franco Alfano e Cavalleria rusticana.
È del 1944 il suo primo contatto con l'Orchestra del Teatro alla Scala di Milano con l'opera Il campiello di Ermanno Wolf-Ferrari cui fecero seguito le direzioni della Mavra di Stravinskij e de La pulce d'oro di Ghedini.
Dopo la guerra, nel 1946 dirige Don Giovanni con Alda Noni a Venezia.
Nel 1948 Gavazzeni diresse a Bergamo la Messa da Requiem di Donizetti ponendosi così all'origine del fenomeno della "Donizetti's Renaissance": memorabile è tuttora giudicata la sua direzione di Anna Bolena con Maria Callas, che riportò nel repertorio mondiale il capolavoro dimenticato del maestro bergamasco. Sempre nel 1948 diresse il Trittico di Puccini nel Gran Teatre del Liceu di Barcellona e Hänsel e Gretel di Humperdinck a Trieste, dove nel 1949 dirige La Favorita con Ebe Stignani.
Un'altra importante occasione fu quella realizzatasi nel 1950 con la direzione della prima esecuzione moderna dell'opera di Rossini Il turco in Italia, che ebbe come protagonista Maria Callas nell'inedito ruolo di cantante "buffa" e Sesto Bruscantini nella prima rappresentazione nel Teatro Eliseo di Roma.
Nel 1951 diresse la prima rappresentazione nel Teatro Nuovo di Torino di Aida con Giorgio Tozzi.
Nel 1952 diresse la ripresa nel Teatro Carlo Goldoni di Livorno di Parisina di Pietro Mascagni con Maria Caniglia.
Nel 1953 diresse Lucia di Lammermoor con la Callas al Teatro dell'Opera di Roma e la prima rappresentazione di Giovanna d'Arco al rogo di Arthur Honegger al Teatro San Carlo di Napoli con Ingrid Bergman e Miriam Pirazzini.
Nel 1954 al Teatro Verdi dell'Isola di San Giorgio Maggiore, per il Teatro La Fenice di Venezia, la prima esecuzione assoluta di Resurrezione e vita (Ego sum resurrectio et vita) di Virgilio Mortari con Gianni Raimondi e Arianna con Antonietta Stella. 
Ancora nel 1954 La figlia di Jorio di Ildebrando Pizzetti nella première nel Teatro San Carlo di Napoli.

#### Gavazzeni alla Scala
Al Teatro alla Scala di Milano nel 1948 dirige le prime rappresentazioni di Daphnis et Chloé e di La valse di Maurice Ravel, nel 1954 la prima rappresentazione di Giovanna d'Arco al rogo per la regia di Roberto Rossellini con Ingrid Bergman e Cloe Elmo, nel 1955 La fiamma di Ottorino Respighi, Il turco in Italia con Maria Callas e La fiera di Soročincy con Rolando Panerai, nel 1956 La figlia di Jorio con Ivo Vinco e Un ballo in maschera con Giuseppe Di Stefano ed Ettore Bastianini, Sansone e Dalila con Giulietta Simionato e Ramón Vinay, Fedora con Maria Callas e Franco Corelli e Giulio Cesare con la Simionato e Corelli, nel 1957 Manon Lescaut con Clara Petrella, Di Stefano e Fiorenza Cossotto, la prima assoluta di La donna è mobile di Riccardo Malipiero con Graziella Sciutti, Luigi Alva, Renato Capecchi e la Cossotto, Il signor Bruschino, Anna Bolena con la Callas e la Simionato e Iris con Di Stefano, nel 1958 Adriana Lecouvreur con Di Stefano e la Simionato, Mignon con la Simionato, Madama Butterfly, la prima assoluta di Assassinio nella cattedrale, Il convitato di pietra, Tosca con Renata Tebaldi e Di Stefano nella trasferta all'Expo 1958, un concerto verdiano al Teatro Regio di Parma e Mosè in Egitto con Boris Christoff, Adriana Lazzarini e la Simionato, nel 1959 Ernani con Corelli, il Trittico di Puccini con Tito Gobbi e Renata Scotto, Francesca da Rimini con Magda Olivero e Mario Del Monaco e Fedra di Pizzetti con Régine Crespin, nel 1960 Andrea Chénier con Del Monaco, la Tebaldi e la Cossotto, nel 1961 la prima assoluta de Il calzare d'argento di Pizzetti con Di Stefano, Panerai e Wladimiro Ganzarolli e La battaglia di Legnano nella serata di gala per l'apertura della stagione nel centenario dell'unità d'Italia con Corelli, nel 1962 La favorita con la Cossotto e Nicolai Ghiaurov, Faust con Gianni Raimondi, Ghiaurov e la Scotto, Gli ugonotti con Joan Sutherland, Tozzi, la Simionato, Ganzarolli, Corelli e la Cossotto e Il trovatore con la Cossotto e Corelli nella serata di gala per l'apertura della stagione, nel 1963 Aida con la Cossotto, Leontyne Price, Carlo Bergonzi e Ghiaurov, e la serata di gala per l'apertura della stagione con Cavalleria rusticana con la Simionato e Corelli e L'amico Fritz con Mirella Freni e nel 1964 La fanciulla del West con Corelli, Mefistofele con Ghiaurov, Bergonzi e Raina Kabaivanska, La Cenerentola con la Simionato e Turandot con Birgit Nilsson e la Freni nella trasferta al Teatro del Palazzo dei Congressi al Cremlino di Mosca.
Nel 1965 viene nominato Direttore musicale fino al 1968 e dirige Norma con Leyla Gencer e la Simionato, la prima assoluta di Clitennestra di Pizzetti, La favorita con Bruscantini e la Cossotto, Simon Boccanegra con Ghiaurov, Gabriella Tucci e Panerai e La forza del destino con Bergonzi, la Simionato e Ghiaurov nella serata di gala per l'apertura della stagione scaligera.
Nel 1966 viene nominato Direttore artistico fino al 1968 e dirige la prima assoluta di L'albergo dei poveri di  Flavio Testi e Nabucco con Ghiaurov nella serata per l'apertura della stagione e Rigoletto con Luciano Pavarotti, nel 1967 Madame Sans-Gêne e Kovancina con Ghiaurov e nel 1968 Loreley con Elena Souliotis, Gianfranco Cecchele e Piero Cappuccilli.
Nel 1970 dirige I vespri siciliani con Ruggero Raimondi e la Scotto nella serata d'inaugurazione della stagione lirica, nel 1972 Linda di Chamounix con Enzo Dara, Alfredo Kraus, Carlo Cava e Renato Bruson, Alceste di Gluck, nel 1973 Boris Godunov con Ghiaurov, nel 1976 Luisa Miller con Pavarotti, Bruna Baglioni e Montserrat Caballé, nel 1983 Anacréon ou l'amour fugitif di Luigi Cherubini, nel 1984 Idomeneo e I Lombardi alla prima crociata con Ghena Dimitrova e José Carreras, nel 1985 due concerti con Viktoria Mullova, nel 1986 La sonnambula con Bonaldo Giaiotti e June Anderson, nel 1987 la Messa in fa maggiore “di Chimay” di Luigi Cherubini, nel 1988 I due Foscari con Bruson e Paulus, op. 36 di Felix Mendelssohn nella Basilica di San Simpliciano, nel 1989 la ripresa nella trasferta scaligera al Teatro Bol'šoj di Mosca di Adriana Lecouvreur con la Freni e la Cossotto, nel 1990 la Sinfonia n. 5 di Mendelssohn, nel 1991 La bohème con la Freni, nel 1994 La rondine con Denia Mazzola Gavazzeni e nel 1995 Stiffelio con Carreras.

#### Le altre direzioni d'orchestra
Gavazzeni oltre al Teatro alla Scala era presente nei principali teatri, non solo italiani.
Nel 1955 dirige la ripresa nel Teatro Donizetti di Bergamo di Otello e la prima rappresentazione nel Teatro Comunale di Firenze di La fiera di Soročincy.

Nel 1956 dirige la ripresa nel Teatro Carignano di Torino di Lucia di Lammermoor.

Nel Teatro dell'Opera di Roma nel 1955 dirige la première di Burlesca di Antonio Veretti con la Elmo e la ripresa di Il tabarro con Tito Gobbi, nel 1956 la ripresa di Iris con Di Stefano e Christoff e la ripresa di Sansone e Dalila con Fedora Barbieri e nel 1978 la ripresa di Parisina di Pietro Mascagni con Ferruccio Furlanetto.

A Edimburgo nel 1957 dirige Il turco in Italia nella trasferta della Scala con Bruscantini, la Cossotto e Fernando Corena.

All'Opera di Chicago nel 1957 dirige La bohème con Jussi Björling e Anna Moffo, Mignon con la Simionato e la Moffo e Andrea Chénier con Gobbi, la Tebaldi e Del Monaco; nel 1959 La Cenerentola con Corena, Simon Boccanegra con Gobbi e Richard Tucker e Turandot con Leontyne Price, Di Stefano e la Nilsson; nel 1960 Tosca con Di Stefano, la Tebaldi e Gobbi e Madama Butterfly con Leontyne Price.

Al Wiener Staatsoper nel 1958 dirige Rigoletto con Gianni Raimondi, la Scotto e la Cossotto.

Nel 1960 dirige la ripresa nel Teatro Nuovo di Torino di Aida.

A Salisburgo nel 1961 dirige Simon Boccanegra con i Wiener Philharmoniker, Gobbi, Tozzi e Panerai.

Ancora a Venezia nel 1962 dirige Rigoletto con Alfredo Kraus, Cornell MacNeil e la Scotto, nel 1963 Jérusalem, nel 1968 Macbeth, nel 1970 un concerto, nel 1972 La risurrezione di Cristo di Lorenzo Perosi con Katia Ricciarelli, Lucia Valentini, Ottavio Garaventa e Bruson, nel 1973 Lucia di Lammermoor con Bruson e la Scotto, nel 1974 Mosè in Egitto di Gioachino Rossini con Cesare Siepi, Maria di Rohan, Bruson e la Scotto, nel 1985 un concerto e nel 1988 Paulus, op. 36 di Mendelssohn.

Al Glyndebourne Festival Opera nel 1965 dirige Anna Bolena con la London Philharmonic Orchestra, Leyla Gencer e Carlo Cava.

Nel 1967 dirige la prima rappresentazione nella Salle Wilfrid Pelletier di Montréal il Nabucco.

Al Grand Théâtre di Ginevra nel 1970 dirige La Cenerentola con Corena e Teresa Berganza, nel 1971 Norma e nel 1982 La sonnambula con Edita Gruberová.

Al Teatro Massimo Vincenzo Bellini di Catania nel 1970 dirige la prima di Mosè in Egitto e nel 1972 I puritani con Adriana Maliponte, Kraus, Cappuccilli e Ruggero Raimondi.

Nuovamente a Trieste nel 1971 dirige Simon Boccanegra con Cappuccilli, Cecchele e Vinco, nel 1973 La Wally con la Kabaivanska e Macbeth e nel 1975 La Falena di Antonio Smareglia.

Al Metropolitan Opera House di New York nel 1976 dirige Il trovatore con Pavarotti, la Scotto e Shirley Verrett.

Nel 1977, ancora alla Wiener Staatsoper, Don Carlo con Ruggero Raimondi e la Cossotto.

Al Rossini Opera Festival nel 1980 dirige La gazza ladra.
Nel 1981 dirige Luisa Miller al Teatro Fraschini di Pavia con il Coro e l'Orchestra Sinfonica della RAI di Milano e trasmessa dalla RAI nell'ambito del Concorso Maria Callas.

Nel 1986 dirige la prima rappresentazione al Pacific Coliseum di Vancouver de I Lombardi alla prima crociata.

Nel 1991 dirige La bohème con Mirella Freni, Ghiaurov, Denia Mazzola , regia Franco Zeffirelli.

Nel 1992 dirige Lucrezia Borgia, con Denia Mazzola Gavazzeni e Salvatore Fisichella, per l'inaugurazione della stagione lirica del Politeama di Palermo.

Nel 1992 dirige Loreley al Teatro Carlo Felice di Genova, con Marilyn Zschau, Nicola Martinucci e Denia Mazzola Gavazzeni.

Nel 1993 dirige la prima di Esclarmonde al Teatro Massimo Vittorio Emanuele di Palermo con Denia Mazzola Gavazzeni, Pietro Ballo e Bonaldo Giaiotti.

Nel 1993, al Teatro alla Scala, dirige La rondine, con Denia Mazzola Gavazzeni, Pietro Ballo, Adelina Scarabelli e Paolo Barbacini, regia di Nicolas Joël.

Nel 1993 al Donizetti di Bergamo dirige Poliuto, con Denia Mazzola Gavazzeni, Simone Alaimo e Josè Sempere.

Nel 1993 dirige Zazà al Teatro Massimo di Palermo, con Denia Mazzola Gavazzeni e Luca Canonici, regia di Filippo Crivelli.

Nel 1994 dirige Roberto Devereux per l'apertura della stagione al Teatro Massimo di Palermo, con Denia Mazzola Gavazzeni, Pietro Ballo e Antonio Salvadori.

Nel 1994 dirige La reginetta delle rose al Teatro Carlo Felice di Genova, con Denia Mazzola Gavazzeni e Luca Canonici, regia Filippo Crivelli.

Nel 1994 dirige nuovamente La bohème alla Scala, con Denia Mazzola Gavazzeni nel ruolo di Mimì, regia di Franco Zeffirelli.

Nel 1995 dirige Il Tabarro e i Pagliacci, con Denia Mazzola Gavazzeni, Nicola Martinucci e Roberto Servile, regia di Gianni Amelio.

Nel gennaio 1996 dirige L'aviatore Dro al Teatro di Lugo, regia di Sylvano Bussotti. 
Dirige inoltre l'orchestra del  Maggio Musicale Fiorentino: Paulus ed Elias di Mendelsshonn, Parisina (IV atto) (interprete Denia Mazzola Gavazzeni); l'orchestra dell'Arena di Verona: Ein deutsches Requiem (interprete Denia Mazzola Gavazzeni); l'orchestra del San Carlo di Napoli: La canzone dei ricordi di Giuseppe Martucci (interprete Denia Mazzola Gavazzeni).
Nel 1992 accettò l'incarico di Direttore musicale dell'Orchestra Sinfonica dell'Emilia-Romagna "Arturo Toscanini" di Parma: Poème de l'amour et de la mer di Ernest Chausson; Messa di Requiem di Donizetti; Les nuits d'été di Hector Berlioz; Arie religiose di Gavazzeni (interprete Denia Mazzola Gavazzeni). Contribuì rilevantemente a consolidare la qualità dell'istituzione, dirigendola sino alla morte, avvenuta nel 1996.

### Il carattere
Gavazzeni fu lontano per scelta e per indole dallo star system dei direttori d'orchestra, non amò incidere registrazioni discografiche, fu insofferente nei confronti delle scelte registiche che nel 1955 giudicò "presuntuose avventatezze... a danno dell'esecuzione musicale". Nel suo panorama esecutivo amò spesso includere pagine sinfonico-orchestrali, appartenenti soprattutto al periodo romantico, tardoromantico e al primo Novecento. Ebbe e coltivò idee chiarissime sulla tecnica esecutiva sostenendo tra l'altro che non si impara a dirigere e non si impara dagli altri direttori, mentre "è sulla propria pelle che si impara". Sostenne inoltre che la musica è da vedere, non solo da ascoltare (e questo vale non solo per l'opera lirica ma anche per i concerti). Famose le sue polemiche contro la filologia dichiarata quando serva solo a coprire una pressoché assoluta mancanza di ispirazione. Con sapiente arguzia Gavazzeni ebbe a rispondere a chi lo interrogava sul "tempo giusto" di un determinato brano che "il tempo giusto è quando c'è bel tempo e non piove". L'assoluta fedeltà al testo è per Gavazzeni un'idea gretta che "va contro i valori estetici della musica e va contro la storia. La storia che non è mai ferma". Il critico musicale Fedele D'Amico affermò, a proposito delle sue interpretazioni, che "non sono soltanto esecuzioni incantevoli: sono silenziose e trasparentissime esegesi, che dicono più d'un commento scritto".
La vis polemica di Gavazzeni fu pari alla sua energia vitale. Gavazzeni non lesinò critiche a politici (nel 1988 accusò l'allora ministro Carraro per i tagli alla musica) e registi (risaputa la sua scarsa stima nei confronti di Luca Ronconi), ma non fu leggero neppure con se stesso. Ebbe intuizioni che spaziavano oltre i territori musicali, come quando suggerì che l'Adagietto dalla Quinta Sinfonia di Mahler poteva essere la colonna sonora più adatta per un film ispirato a La Morte a Venezia di Mann qualche anno prima che Luchino Visconti la utilizzasse per il proprio lavoro.
Quanto alla sua attività di scrittore, Gavazzeni fu letterato finissimo (lui per la verità si definiva "scrittore irregolare"). I suoi scritti più incisivi sono quelli che appartengono al genere diaristico e vanno annoverati tra gli esempi più autorevoli del nostro tempo. Come afferma il critico Ermanno Comuzio "attraverso i diversi paesi che l'autore ha conosciuto, definiti nelle loro caratteristiche nascoste, non nella turistica superficie, si annida sempre la presenza del luogo natìo, si sentono l'eco delle campane di Bergamo e il suono aspro del dialetto, si rivedono la casa di Arlecchino e i personaggi del Moroni e del Piccio".
Si ricorda infine che nel 1985 a Gianandrea Gavazzeni è stato conferito il premio "Una vita nella musica" al Teatro La Fenice.

## Vita privata
Gavazzeni si sposò due volte: sua seconda moglie fu Denia Mazzola. Dal primo matrimonio nacquero Franco Gavazzeni, filologo italianista e docente universitario a Pavia, scomparso nel 2008, e Giuseppe Gavazzeni.

## Opere

### Composizioni
- Preludio sinfonico per orchestra (1928)
- La morte di Dafne per violino e orchestra (1929)
- Quattro intermezzi dalla Aminta del Tasso per baritono, coro e orchestra (1930)
- Sonata in sol per violino e pianoforte (1930)
- Sonata in fa per violoncello e pianoforte (1930)
- 3 Liriche (1930)
- Sonatina in fa per pianoforte (1930)
- Trittico per coro (1931)
- La canzone dell'anno (1931)
- 2 Filastrocche popolari toscane (1931)
- Concerto bergamasco per orchestra (1931)
- 2 Madrigali del Tasso (1931)
- Trio in re per violino, violoncello e pianoforte (1931)
- Canzone in la per pianoforte (1932)
- Sonata in fa per pianoforte (1933)
- Canti per S. Alessandro cantata sacra (1934)
- Fantasia per violoncello e pianoforte (1934)
- Tre arie religiose per violino e orchestra (1935) dedicate al M° amico Mario Pilati
- Preludio, canzone e furlana per violino e pianoforte (1935)
- Tre episodi per orchestra (1935)
- Paolo e Virginia opera teatrale (1935)
- Messaggi (1936)
- Canto Pastorale e Gagliarda per violoncello e pianoforte (1936)
- Concerto lirico (1936)
- Canti di operai lombardi per orchestra (1936)
- Concerto in la per violoncello (1936)
- Concerto per violino dedicato a Michelangelo Abbado (1937)
- Dialogo per tenore (1937)
- Iscrizioni di meridiane (1938)
- Notturni di bevitori bergamaschi per tenori (1938)
- Ritmi e paesaggi di atleti per orchestra (1938)
- Il furioso all'Isola di Santo Domingo, balletto (1940)
- Coro di contrabbandieri di grappa per coro (1940)
- Piccolo concerto per flauto, corno e archi (1939-1940)
- Aria per clarinetto, 2 corni e archi (1940)
- Primo Concerto di Cinquandò per orchestra (1941)
- Secondo Concerto di Cinquandò per orchestra (1942)
- Bergamasca per pianoforte (1942)
- 1 Poesia di Gatto per coro (1942)
- 5 Poesie di B. Dal Fabbro (1943)
- Un epigramma di B. Dal Fabbro, in occasione del 60º compleanno di Alfredo Casella (1943)
- 4 Sonetti a Orfeo di Rilke (1943)
- L'Annunciazione di Rilke (1944)
- Sonata per flauto e pianoforte (1944)
- Sonata da casa per violino, pianoforte e archi (1944)
- 2 sonate in un tempo per pianoforte (1945)
- Poesia di Rilke (1946)
- Cantata di caccia per coro e orchestra (1946)
- Terzo Concerto di Cinquandò per archi (1949)

### Scritti
- Spiriti e forme della lirica belliniana (Milano, 1936)
- Donizetti (1937)
- Tre studi su Pizzetti (Como, 1937)
- Donizetti (Torino, 1938)
- Viaggio in paesi musicali (Firenze, 1939)
- Musorgskij e la musica russa dell'800 (1943)
- Guida musicale del "Siegfried" di R. Wagner (1944)
- Le feste musicali (Milano, 1944)
- Parole e suoni (saggi, 1946)
- Guida dell'"Oro" di Pizzetti (1946)
- Il suono è stanco (Bergamo, 1950)
- Quaderno del musicista (1952)[4]
- Musicisti d'Europa (Milano, 1954)
- La musica e il teatro (Pisa, 1954)
- La morte dell'opera (Milano, 1954)
- Altri studi pizzettiani (Bergamo, 1956)
- La casa di Arlecchino (Milano, 1957)
- Trent'anni di musica (1958)
- Diario di Edimburgo e d'America (1960)
- Problemi di tradizione dinamico-fraseologica e critica testuale in Verdi e Puccini (Milano, 1961)
- Le campane di Bergamo (1963)
- I nemici della musica (1965)
- L'opera italiana in musica (Milano, 1965)
- Carta da musica (1968)
- Non eseguire Beethoven e altri scritti (1974) Premio Viareggio di Saggistica 1975[5]
- La bacchetta spezzata (1987)
- La casa perduta (Bergamo, 1988)
- Quaderno del musicista (1988)
- Il sipario rosso (Torino, 1992)
- Scena e retroscena (Milano, 1994)

## Discografia parziale
- Bellini, Il Pirata - Coro Della Radiotelevisione Italiana, Roma/Gianandrea Gavazzeni/Orchestre Della Radiotelevisione Italiana, Roma, EMI
- Donizetti, Anna Bolena - Gianandrea Gavazzeni/Maria Callas/Coro del Teatro alla Scala di Milano/Orchestra del Teatro alla Scala di Milano, 1957 EMI
- Giordano, Andrea Chénier - Renata Tebaldi/Mario del Monaco/Ettore Bastianini/Fiorenza Cossotto/Orchestra dell'Accademia Nazionale di Santa Cecilia/Gianandrea Gavazzeni, 1970 Decca
- Honegger, Giovanna d'Arco al rogo - 1953 Cantus
- Mascagni, Cavalleria rusticana - Gavazzeni/Pavarotti, 1996 Decca
- Mascagni, L'amico Fritz - Gianandrea Gavazzeni/Orchestra of the Royal Opera House/Covent Garden/Mirella Freni/luciano Pavarotti, 1969 EMI
- Ponchielli, La Gioconda - Anita Cerquetti/Giulietta Simionato/Mario del Monaco/Ettore Bastianini/Coro del Maggio Musicale Fiorentino/Orchestra del Maggio Musicale Fiorentino/Gianandrea Gavazzeni, 1958 Decca
- Rossini, Il turco In Italia - Coro del Teatro alla Scala di Milano/Franco Calabrese/Gianandrea Gavazzeni/Jolanda Gardino/Maria Callas/Mariano Stabile/Nicola Rossi-Lemeni/Nicolai Gedda/Orchestra del Teatro alla Scala di Milano/Piero de Palma, EMI
- Verdi, Un Ballo In Maschera - Gianandrea Gavazzeni/Maria Callas/Orchestra del Teatro alla Scala di Milano, EMI
- Classic Recitals, Carlo Bergonzi - Carlo Bergonzi/Gianandrea Gavazzeni/Orchestra dell'Accademia di Santa Cecilia, 1958 Decca
- Plácido Domingo & Katia Ricciarelli: Great Love Duets - Plácido Domingo/Gianandrea Gavazzeni/Orchestra of the National Academy of Santa Cecilia/Katia Ricciarelli, 1978 Sony